# Неа Врасна
Нѐа Врасна̀ или Враста̀ (на гръцки: Νέα Βρασνά) е курортно селище в Егейска Македония, Гърция, в дем Бешичко езеро в област Централна Македония с 2427 жители (2001).

## География
Неа Врасна е разположено на северозападния бряг на Орфанския залив в подножието на Орсовата планина (Кердилио). От Аспровалта е отдалечено на половин километър на юг, а от Солун – на около 80 километра.

## История
Селището е основано през 60-те на XX век години, когато жителите на Врасна (Враста) се преместват на морския бряг. Името Неа Врасна означава Нова Врасна.
- Плаж в Неа Врасна
- Парк в Неа Врасна

## Личности
Родени в Неа Врасна
- Констадинос Назис (р. 1993), гръцки певец

## Препратки
1. Неа Врасна  eurojet.rs